# De Motu Antiquiora
De Motu Antiquiora ("Les Escriptures més Velles sobre el Moviment"), o senzillament De Motu, és la feina escrita primerenca de Galileo Galilei que tracta sobre el moviment. Va ser escrit en gran part entre 1589 i 1592, però no va ser publicat fins a 1687, després de la seva mort. Mai va ser publicat durant el seu temps de vida a causa d'unes quantes incerteses en les seves matemàtiques i algunes parts de la seva comprensió. Com que mai es va publicar durant la seva vida, mai no va elaborar un esborrany final. En les darreres parts de la seva obra, l'estil d'escriptura canvia d'un assaig a un diàleg entre dues persones que defensen amb força les seves opinions.
Per escriure aquest llibre en el segle xvi, Galileu era en l'avantguarda d'investigar el moviment de la caiguda de cossos. En De Motu, obertament refusa el punt de vista de la Física d'Aristòtil. Galileu se li oposa no només amb la seva opinió, sinó amb fets que ha obtingut basats en l'experiment i l'observació dels cossos celestes.
No és clar si aquest llibre es va fer inicialment per ser un llibre en forma de diàleg o d'una forma d'escriure més convencional. El motiu d'això és que Galileu va treballar en aquest llibre durant molts anys, creant múltiples còpies de cada secció. La versió d'aquest llibre que tenim avui és una recopilació de les millors versions de cada secció. Algunes d'aquestes seccions tenen forma de diàleg entre dos homes, mentre que altres parts no ho són.

## Resum
L'inici del treball de Galileu sobre De Motu compara la lleugeresa o pesadesa del plom i la fusta i com cauen en comparació amb els altres. Té una visió anti aristotèlica d'aquesta moció. A continuació, demostra que els objectes que són tan pesats com l'aigua seran submergits completament quan es posen a l'aigua. Però argumenta que no s'enfonsaran ni pujaran dins de l'aigua. Continua dient que els objectes més lleugers que el medi (aigua) no s'enfonsen ni es queden completament submergits. Finalment, s'enfonsaran objectes més pesats que l'aigua.
Més tard, compara la mida de dues peces de fusta en aigua. Diu que, tot i que la peça de fusta més gran no s'enfonsa com es pensaria, es compara amb la quantitat d'aigua que hi ha a sota, que permet que no s'enfonsi de la mateixa manera que la peça més petita.
Al capítol 7, continua comparant la rapidesa i la lentitud del moviment natural dels mòbils. Diu que això succeeix de dues maneres. El mòbil és el mateix, però el mitjà és diferent, o el mòbil, però el mitjà és el mateix. Aristòtil va afirmar que els dos mòbils cauran en diferents moments. Com que més petit sigui més lleuger es mantindrà per sobre del més pesat i el més gran serà més baix. Dit això, caure el mòbil més pesat i caure primer. Tanmateix, Galileu no estava d'acord amb això.
Galileu explica que els objectes que es mouen cap avall segons quins són més pesats que el medi en el qual es troben. Si un objecte es troba en un medi més lleuger que ell mateix, arribarà a descansar sobre el terreny Galileu afirma que el moviment cap amunt és antinatural. Perquè qualsevol objecte forçat cap amunt canviarà el seu curs i continuarà cap avall fins a descansar. Afirma que el punt de qualsevol objecte és moure's fins que trobi repòs, és a dir la seva definició de moviment natural. Si un objecte canvia el seu moviment original, el moviment original no era natural.
Cap al final del llibre, Galileu continua analitzant els cossos que cauen i com els objectes de l'aigua s'enfonsaran específicament i per què els seus estudis poden demostrar aquestes afirmacions i per què desacredita Aristòtil i d'altres abans del seu temps. Galileu també fa algunes declaracions interessants sobre el foc i com el foc és més lleuger que l'aire i també s'aixecarà per sobre de l'aire. Però, si hi hagués una absència d'aire, Galileu va afirmar que s'enfonsaria fins a la superfície de la Terra i reaccionària de la mateixa manera que ho fan totes les altres masses.